# THE SAME AS YOU
『THE SAME AS YOU』（ザ・サム・アズ・ユー）は、SEAMOとAZUのコラボ・アルバム。2016年2月3日にアリオラジャパンから発売された。

## 解説
- シングルやアルバムなどで共演してきた妹分のAZUとの初のコラボレーションアルバム。
- 本作は自身の所属レーベルであるユニバーサルミュージックではなく、AZUの所属レーベルでかつて自身も所属していたアリオラジャパンでのリリースとなった。

## 収録曲
1. SUPER LIVE BROTHERS
2. DACARENA
3. She is mine
4. Anywhere Door
天神地下街40周年TVCMソング
5. I♡B
読み名は「アイラヴバナナ」
6. Need U Now
7. ドンマイ Don’t Cry
8. a love story
「SEAMO with BENNIE K」名義でリリースした楽曲のリメイク。
オリジナルバージョンと歌詞が一部異なる。